# Flabellina iodinea
Flabellina iodinea, también conocida como chal español, es una colorida babosa de mar perteneciente a los gasterópodos que forma parte de la familia Flabellinidae. Habita en zonas del intermareal del Océano Pacífico.

## Clasificación y descripción
Flabellina iodinea es un nudibranquio de la familia Flabellinidae, del orden Nudibranchia. Su color es bastante particular; tiene un cuerpo de color morado obscuro y una serie de ceratas del mismo color del cuerpo en la base y en el resto presenta un color anaranjado brillante. Los rinóforos son perfoliados, de color marrón y con el raquis de color blanco. Los tentáculos orales son del mismo color del cuerpo y de color más blanquecino hacía la zona más apical. Alcanza hasta os 60 mm de longitud. Ocasionalmente se le puede observar nadando en la columna de agua.

## Distribución
Esta especie se distribuye desde la Isla de Vancouver, en la Columbia Británica, hasta Baja California, incluyendo el Golfo de California; en México y también hasta las islas Galápagos.

## Ambiente
Flabellina iodinea habita en el submareal profundo.

## Estado de conservación
Hasta el momento, en México no se encuentra en ninguna categoría de protección, ni en la Lista Roja de la IUCN (International Union for Conservation of Nature) ni en CITES (Convención sobre el Comercio Internacional de Especies Amenazadas de Fauna y Flora Silvestres).